# Бретлебен
Бретлебен (нім. Bretleben) — громада в Німеччині, розташована в землі Тюрингія. Входить до складу району Киффгойзер. Складова частина об'єднання громад Ан-дер-Шмюкке.
Площа — 8,62 км2. Населення становить Невірний параметр metadata 16 065 011 ос. (станом на 31 грудня 2021).